# Drew Gooden (YouTuber)

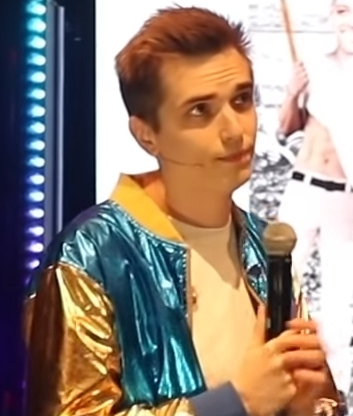
Drew Gooden (2019)

Drew Gooden (* 26. Oktober 1993) ist ein amerikanischer YouTuber und Comedian.

## Leben
Drew Gooden wurde 1993 geboren und wuchs in Orlando auf. Seine Online-Karriere begann er 2013 beim Videoportal Vine, wo er hunderttausende Follower erlangte. In seinem erfolgreichsten Clip steuerte er auf ein Schild mit der Aufschrift „Road Work Ahead“ zu und sagte dabei: „Road work ahead? Uh, yeah. I sure hope it does.“ Dieses Wortspiel, in welchem „road work“ (Straßenbauarbeiten) mit „road works“ (Straße funktioniert) gleichgesetzt wird, wurde zu Goodens Markenzeichen. Ein Artikel des Time Magazine bezeichnete diesen Clip im Jahr 2022 als eines der bekanntesten Videos im Internet. Gooden war einer der Vine-Kreatoren, die zum Ensemble der Webserie Camp Unplug gehörten, welche 2016 veröffentlicht wurde.
Nach dem Niedergang von Vine startete Drew Gooden auf YouTube. Führte er dort anfänglich noch seine früheren Sketche fort, begann er bald Kommentarvideos zu produzieren, in denen er verschiedene Themen ansprach. So besuchte er zum Beispiel eine Liveshow von Jake Paul, die er kritisch beleuchtete, oder er kommentierte schlechte Weihnachtsfilme. Unter den weiteren Themen waren die Late-Night-Show von Lilly Singh, der Einsatz künstlicher Intelligenz im Internet, und wiederholt kaufte er sich fragwürdige Produkte aus Werbungen, die er für Videos testete und rezensierte. Zudem meldete er sich zu einem zahlungspflichtigen Online-Kurs des bekannten Streamers Ninja an und hinterfragte dessen Nutzen. Oder er kritisierte, was manche Content-Creators für Ruhm und Aufmerksamkeit machen.
Im Paste Magazine wurden Drew Goodens Videos als „komödiantische Version von Investigativjournalismus“ beschrieben. Ein Artikel in der New York Times sah Drew Gooden als Teil einer Garde von Video-Kreatoren, welche sich selbst vornehmlich als Comedians sähen, aber die dargestellten Themen dabei kritisch beurteilten und ihren Zuschauern auf diese Weise Medienkritik vermittelten.
Im Laufe seiner YouTube-Karriere erlangte Drew Gooden über vier Millionen Abonnenten, sein beliebtestes Video hat 18 Millionen Aufrufe (Stand Oktober 2024). Im Jahr 2021 erhielt er einen Streamy Award in der Kategorie Commentary.
Zusammen mit YouTuber Danny Gonzalez war Drew Gooden auch als Komiker unterwegs. Das Programm We Are Two Different People führte die beiden im Jahr 2019 auf Bühnen in den ganzen USA, wo sie in einer eineinhalbstündigen Show Sketche und Musik vorführten und dazwischen Videos einspielten. Als Gast mit dabei war YouTuber Kurtis Conner.